# Неутрино
Неутрино је једна од елементарних честица која припада фамилији лептона. Неутрино није наелектрисана честица, има полу-цели спин ({\displaystyle {\frac {\hbar }{2}}}), тако да спада у фермионе. Неутрино је толико лака честица да се дуго веровало да нема масу, међутим, откриће осцилација неутрина је потврдило да неутрино није безмасена честица, за шта је додељена Нобелова награда за физику 2005. године. Сва до сада опажена неутрина су левог хелицитета (т. ј. пронађено је само једно од два могућа спинска стања неутрина јер није детектован неутрино десног хелицитета, где се хелицитетом се изражава пројекција спинског момента на правац кретања). Постојање неутрина је постулирао Волфганг Паули, име им је дао Енрико Ферми, а експериментално их регистровао Фредерик Рајнес 1956. године, за шта је поделио Нобелову награду за физику 1995. године.
До сада су додељене две целе и две подељене Нобелове награде за физику везаних директно за неутрина. Ледерману, Шварцу и Стајнбергеру је додељена Нобелова награда за физику 1988. године за експеримент са лабораторијски произведеним снопом неутрина и открићем мионског неутрина. Године 1995. Рајнес је за откриће неутрина поделио Нобелову награду посвећену области лептона. Дејвис млађи и Кошиба су 2002. године поделили Нобелову награду за физику за свој допринос у детекцији космичких неутрина. 2015. године Каџита и Макдоналд су добитници Нобелове награде за откриће осцилација неутрина чиме је показано да неутрини имају масу.

## Врсте неутрина
Постоје три врсте неутрина:
- електронски неутрино νe,
- мионски неутрино νμ и
- тау неутрино ντ

који су добили имена према лептонима који су им парови у стандардном моделу (погледати таблицу). Тренутно најбољи начин за одређивање броја врста неутрина је посматрање распада Z бозона.
Ова честица се распада у било који неутрино и одговарајући антинеутрино, и што има више врсти неутрина то је краћи живот Z бозона. Последња мерења показују да је број лаких неутрина ("лаких“ значи масе мање од пола масе Z бозона) јесте 2,984±0,008 .
Постоје експерименти који указују на могућност постојања неутрина који не учествују у слабој нуклеарној сили, значи који нису у вези са распадом Z бозона. Сагласност између постојања шест кваркова и шест лептона по стандардном моделу, међу њима и три неутрина, даје додатне доказе да постоји тачно три врсте. Ипак, коначан и убедљив доказ да постоје само три врсте неутрина остаје неухватљив циљ физике субатомских честица.
Дуго се веровало да неутрини различитих врста не могу да се претворе један у други. Заправо могли би, али под условом да имају врло малу масу. Заиста ти прелази, неутринске осцилације, су опажени 1998. за шта су године 2002. Рејмонд Дејвис млађи и Масатоши Кошиба добили део Нобелове награде за физику.

## Историја
Претпоставку да постоји неутрино први је изнео 1931. године Волфганг Паули да би објаснио енергијски спектар бета распада, тј. прелазак неутрона у протон и затим електрон. Паули је претпоставио да постоји нека честица која односи разлику између енергије и угаоног момента почетних и крајњих честица. Због њихових фантомских својстава, прва детекција неутрина је морала да сачека још 25 година од кад је њихово постојање предложено. Године 1956, Клајд Кован, Фредерик Рејнс, Ф. Б. Харисон, Х. В. Круз и А. Д. Мегвајер су објавили чланак под називом Детекција Слободног Неутрина: Потврда. Овај чланак је награђен Нобеловом наградом за научна достигнућа 1995. године.
Назив неутрино је дао Енрико Ферми, који је развио прву теорију о интеракцијама неутрина. Назив неутрино је игра речи од енглеског neutrone, преко италијанског neutrino. Неутрон значи велики и неутралан, а неутрино мали и неутралан.
Да постоји више врста неутрина показали су 1962. године Леон Ледерман, Мелвин Шварц и Џек Штајнбергер. Наиме, примећене су прве интеракције мионског неутрина. Када је трећи лептон, тау лептон, пронађен 1975. године у Станфордском линеарном акцелератору, такође се претпостављало да и он има одговарајући неутрино. Наиме, ова трећа честица је пронађена на сличан начин као и прва, тј. праћењем недостајуће енергије и момента у тау распаду. Подсетимо се, прва посматрања су вршена код бета распада. Тау неутрино је први пут директно детектован тек 2000. године. То је заправо честица која је најкасније откривена директним посматрањем.

## Маса
Стандардни модел физике честица говори о неутринима као о честицама без масе. Међутим, сваки доказ о осцилацији неутрина побија ову претпоставку. Осцилације неутрина, очигледне и толико пута доказане, захтевају ненулте масе (енгл. non-zero masses), односно присуство масе код ових честица.
Како се ово доказује? Најјачи аргумент да неутрини имају масу долази из космологије, тј. још од великог праска. Овај модел предвиђа да постоји стални однос између броја неутрина и броја фотона на космичкој микроталасној позадини. Уколико би тотална енергија сва три типа неутрина превазилазила стандардних 50  по неутрину, било би много више масе у свемиру, те би се он урушио. Ова граница се може донекле превазићи претпоставком да је неутрино нестабилан; међутим, сам Стандардни модел доводи то у питање скоро елиминишући нестабилност као могућност. Стандардни модел говори да сума маса неутрина мора бити мања од 0,3 eV (Губар, 2006). Свему овоме је 1998. стао на крај Супер-Камиоканде детектор неутрина који је открио да они заиста осцилују, те из тога нужно следи да имају масе. Ова доказивања и детекције Супер-Камиокандеа показују да најтежи неутрино мора имати масу од око 0,05 eV, у крајњем случају не више од 0,3 eV. Наравно, постоје извесна одступања између стања маса 1 и 2 (када се рачунају квадрати) која се добијају једначином:
{\displaystyle \Delta m_{12}^{2}=0,000079eV^{2}}
Године 2006. изведен је MINOS експеримент којим су мерени квадрати маса између стања мионског неутрина 2 и 3. Анализиран је интензивну? мионски сноп, и добијени резултати су се поклопили са онима од Супер-Камиокандеа. Добијају се по једначини:
{\displaystyle \Delta m_{23}^{2}=0,0031eV^{2}}

## Извори неутрина

### Утицај људи
Што се тиче утицаја човека на стварање неутрина, нуклеарне електране су главни емитери. Антинеутрини настају у току бета распада неутронима богатих фрагмената насталих у току фисије. Углавном, главна четири изотопа за стварање флукса антинеутрина су уранијум-235, уранијум-238, плутонијум-239 и плутонијум-241. Просечна нуклеарна електрана емитује и до 1020 неутрина у секунди.
Неки акцелератори честица се користе за прављење усмерених млазева неутрина. Наиме, у овој техници протони с великим брзинама сударају са непокретном метом, када настају пиони и каони. Ове нестабилне честице се затим усмеравају у дугачак тунел где се распадају у току лета.
Нуклеарне бомбе такође производе велике количине неутрина. Фред Рејнс и Клајд Кован су прво претпоставили да ће наћи неутрине код бомбе, а тек касније је пажња скренута на реакторе.

### Земља
Неутрини такође настају као последица позадинске радијације. Нарочито емитују снопове неутрина распади језгара урана-238 и торијума-232. Овде убрајамо и калијум-40 који емитује антинеутрине. Ови геонеутрини могу да дају значајне податке о Земљиној унутрашњости. Прва претпоставка о постојању геонеутрина је начињена 2005. године од стране KamLAND-а.

### Атмосферски неутрини
Атмосферски неутрини су резултат интеракције космичких зрака са атомским језгрима у Земљиној атмосфери, при чему настаје киша честица од којих су многе нестабилне. Ова нестабилност је узрок настајању неутрина. Нестабилна језгра се распадају и емитују неутрине. Прва интеракција је детектована 1965. године у КГФ рудницима.

### Соларни неутрини
Соларни неутрини потичу од нуклеарне фузије која напаја Сунце и све звезде. Такође, они су нуспродукт супернова (код ових догађаја, притисак у језгру постаје толики да дегенерација електрона није довољна да заустави протоне и неутроне да се комбинују и створе један неутрон и неутрино). Ову врсту емисије неутрина су открили Рејмонд Дејвис Млађи и Масатоши Кошиба, за шта им је додељена Нобелова награда из физике 2002. године.

### Космичка позадинска радијација
Претпоставља се да космичка позадинска радијација преостала од Великог праска у себи садржи неутрине малих енергија. Осамдесетих година двадесетог века се мислило да је ово објашњење за постојање тамне материје. У односу на остале кандидате за тамну материју, неутрини су имали једну предност: научници су знали да они постоје. Међутим, и у овој теорији постоје проблеми.

## Детекција неутрина
Неутрини могу да интерагују преко неутралне струје укључујући размену Z бозона, или преко електричне струје укључујући размену W бозона. 
У првом случају, неутрино напушта детектор након што је пренео нешто своје енергије и момента честици мети. Сва три спина неутрина овде могу учествовати без обзира на енергију неутрина. 
У другом случају, неутрино се трансформише у његову партнер-честицу (мион, електрон или тау). Међутим, ако неутрино нема довољно енергије да је претвори у масу своје теже партнер-честице, енергија промењеног тока му је недоступна. Соларни и неутрини разних реактора имају довољно енергије да изврше овај прелаз у електрон.
Неки детектори неутрина су:
- Antarctic Muon And Neutrino Detector Array
- Project DUMAND
- Super-Kamiokande
- KamLAND
- LSND
- MiniBooNE
- SNO
- IceCube Neutrino Detector
- MINOS